# Хориути, Ивао
Ивао Хориути (яп. 堀内 岩雄  Хориути Ивао, 9 декабря 1941, Тояма, Япония — 4 марта 2015) — японский борец вольного стиля, бронзовый призёр Олимпийских игр, чемпион мира.
Родился в 1941 году в префектуре Тояма; окончил университет Нихон.
В 1963 году стал чемпионом мира в весовой категории до 70 кг. В 1964 году на Олимпийских играх в Токио стал обладателем бронзовой медали. На чемпионате мира 1966 года завоевал серебряную медаль. На чемпионате мира 1965 года стал лишь 6-м, а в 1968 году принял участие в Олимпийских играх в Мехико, но там не завоевал медалей.
Скончался от диабета 4 марта 2015 года.